# Мопу, Рене Шарль де
Рене́ Шарль де Мопу́ (11 июня 1688 — 4 апреля 1775) — французский политический и судебный деятель; канцлер (глава судебного ведомства) и хранитель печатей во времена правления короля Людовика XV. Первый президент парижского парламента.

## Биография
Родился в семье, получившей от короля дворянство мантии за гражданскую службу в XVI веке. Его отец служил во французской гвардии.
В 1717 года стал членом парламента Парижа, где сделал карьеру. Король Людовик XV назначил его первым президентом парижского парламента (1743—1757).
В 1763 году был назначен хранителем печатей и вице-канцлером (до 1768). Занимал первую по значению государственную должность в течение пяти лет.
Канцлер Франции (1768).
Маркиз Ла Мот-Шанденьер, виконт де Брюер.
Его сын Рене Никола де Мопу́, также был канцлером Франции и хранителем печатей Людовика XV.